# Ејда Адлер
Ејда Сара Адлер (1878—1946) била је данска класичарка и библиотекарка.

## Биографија
Адлер је рођена 18. фебруара 1878. године. Њена породица је била високог социјалног положаја. Њен деда, Давид Барух Адлер, био је богати банкар и политичар. Њена тетка, Елен Адлер Бор, била је мајка Нилсa и Харалда Борa. Преко Бора, била је повезана и са данским психологом Едгаром Рубином.
Њено рано образовање било је у школи Стенберг, а затим у Н. Захлу, где је почетком 1893. учила старогрчки језик код Андерса Бјoрна Драхмана. Затим је отишла на Универзитет у Копенхагену где је наставила да изучава грчку и упоредну религију код Драхмана и професора Вилхелмa Томсенa. Године 1906. завршила је магистарски рад о старогрчкој религији. Примила је награду историјског филолошког друштва за истраживање мита о Пандори. Године 1912, након завршетка мастер студија, отпутовала је у Беч на студије, а за то време је објавила неколико чланака о грчкој религији и завршила истраживање и писање за Pauly-Wissowa.
Године 1901. удала се за данског филозофа Антона Томсена, којег је упознала на вечери 20. марта 1897.  Томсен је сачувао запис о овом првом састанку у свом дневнику, подсећајући како га је она освојила. Развели су се 1912.
Током Другог светског рата, евакуисана је у Шведску са осталим данским Јеврејима. Предавала је грчки у данској школи у Лунду.
Сахрањена је близу Копенхагена.

## Научна каријера
Најпознатија је по свом критичком, стандардном издању Судa, које је објавила у пет делова (Лајпциг, 1928–1938). Такође је допринела са неколико чланака за Pauly-Wissowa. Године 2016. Оксфордски универзитет објавио је збирку есеја у част женских класичних научника. Поглавље о Адлер написала је Kатаринa Рот. Контекстуализовала је Адлеров основни допринос у учењу Суда као врсту детаљног каталошког рада који је у деветнаестом веку додељиван женама, док су мушкарци вршили „занимљивија“ оригинална истраживања, али која су заправо била пресудна за омогућавање даљих истраживања. Класични научник Вилијам Колдер, емеритус професор класике на Универзитету Илиноисa у Урбана-Шампејну, назвао је Адлер „несумњиво највећом женом филологом која је икада живела“.  
Године 1916. објавила је каталог грчких рукописа у Данској краљевској библиотеци. Збирку је саставио Данијел Готхилф Молденхавер, који је био главни библиотекар у осамнаестом веку. Адлер је била уверена да је неке рукописе украо из библиотеке у другим деловима Европе. Године 1931. додељена јој је данска награда за женска достигнућа у уметности и науци. У време своје смрти, постигла је значајан напредак са првим издањем Etymologicum Genuinum.
Њен рад завршен је и у Риму и у Фиренци 1913. до пролећа 1914. и каснијих година (1919. и 1920) у Паризу, Венецији, Оксфорду и Фиренци.

## Радови
- 1914: Die Commentare des Asklepiades von Myrlea, Hermes 49.1: 39–46
- 1916: Catalogue supplémentaire des manuscrits grecs de la Bibliothèque Royale de Copenhague.
- 1917: D. G. Moldenhawer og hans haandskriftsamling. Copenhagen
- 1920: Den græske litteraturs skæbne i oldtid og middelalder. Copenhagen.
- 1928–1938: Suidae Lexicon. Leipzig: B. G. Teubner. 5 vols.
- 1932: Die Homervita im Codex Vindobonensis Phil. 39, Hermes 67.3: 363–366